# Be (Band)
be war eine Funk-Band aus Hannover, die in ihrer Musik auch Stilelemente des Trip-Hop, Jazz, Soul und bisweilen Rock einsetzte.

## Bandgeschichte
Im Februar 1993 fanden in Hannover Malte Hagemeister (Gitarre, Gesang), Daniel Simon (Bass), Florian Scheffler (Trompete, Keyboard, Rap), Daniel Jo Krüger (Schlagzeug, Didgeridoo), Sascha Schmidt (Perkussion) und Christian Tesche aka easy t (Turntables) als Sessionband zusammen. Nachdem entschieden war, dass die Gruppe (mit Ausnahme von Tesche) zusammenbleiben wollte, sollte bei der Namensfindung keine Zeit mit Diskussionen vergeudet werden, weshalb das in den Raum geworfene „be“ kurzerhand manifestiert und nachträglich mit einer Bedeutung, nämlich einer freudigen Aufforderung zur Lebensbejahung, versehen wurde. Als hauptamtlicher Sänger und Rapper wurde Gregor Blumenthal im Februar 1994 an Bord geholt und mit ihm bereits am 19. März 1994 das Live-Debüt bestritten.
Im Juni 1994 gewann be den Radio-ffn-Wettbewerb „Local Heroes“, an dem 700 Bands teilgenommen hatten. Die Siegprämie bestand in einem Plattendeal mit der EMI und einer Studioproduktion unter der Regie von Fury-in-the-Slaughterhouse-Produzent Jens Krause. Das Album Bold erschien 1996 und enthielt den Achtungserfolg Black Rain. Es brachte der Band eine Comet-Nominierung als „Bester Newcomer“ ein.
In den Folgemonaten gab be fast 250 Konzerte verteilt über Europa, darunter im Vorprogramm von David Bowie, Chumbawamba und Jazzmatazz. Irgendwann in dieser Zeit entschied sich Krüger, sein Architekturstudium fortzusetzen, weshalb wechselnde Gastmusiker an seine Stelle traten, in gleicher Weise wie der Verzicht von Tesche bisher kompensiert worden war. Es kristallisierten sich mit der Zeit Andie Linkert (Schlagzeug) und Samon Kawamura (Turntables, Raps) als Quasi-Mitglieder heraus. Um von dem Popularitätsschub einer Tour mit den Labelkollegen von Mr. Ed Jumps the Gun profitieren zu können, wurde Bold in einer um vier Remixe erweiterten und mit verändertem Cover versehenen Neuauflage angeboten. An Geldreserven, Know-how und Renommee reicher, richtete man ein eigenes Studio für die Pre-Production ein und übernahm Jobs bei etablierten Künstlern wie Bobby Brown und Jazzkantine. Die vorproduzierten neuen Songs gab man verschiedenen Produzenten, zum Beispiel Mousse T. und Ingo Krauss (Die Fantastischen Vier, Die Ärzte), zwecks Endschliffs weiter. So entstand das Zweitwerk Orange, das im Herbst 1999 erschien. Der Titel Orange erklärt sich aus einer gern erinnerten Begebenheit der Band: 1997 traten alle Mitglieder bei den Sommerfestivals (das Highlight war „Rock am Ring“) mit orange gefärbten Haaren in Verbindung mit Lichteffekten auf. Außerdem war dies die ungewöhnliche Farbe einer Vitamin-Paste, die Sänger Blumenthal als Kind sehr gemocht hatte.
Wie auch die inzwischen befreundete Band Mr. Ed Jumps the Gun setzte be nicht ins neue Jahrtausend über.
Sänger Gregor Blumenthal widmete sich neben kleineren Gesangs-Aufträgen seiner Passion, dem Theaterspielen. Sein musikalisches Talent setzte er dabei als Komponist für Bühnenmusiken ein. Er, der an einer Atemwegserkrankung litt, starb 37-jährig am 7. Dezember 2007.
Nach der Auflösung etablierte sich Gitarrist und Rapper Malte Hagemeister erst in Hamburg, dann in Los Angeles als Musiker, Produzent, Songwriter, Werbe- und Filmmusikkomponist sowie Clip-Regisseur. 2019 wurde er für die Produktion eines Albums für Sekou Andrews & The String Theory für einen Grammy Award in der Sparte Spoken Word nominiert. Seit 2020 ist er Voting Member der Grammy-Jury.
Trompeter, Rapper und Multiinstrumentalist Florian Scheffler verschlug es nach Berlin, wo er neben seiner Tätigkeit als Social Media Manager ein Studio betreibt und an verschiedenen Musik-Projekten wie HOT°, Transit Elektro u. a. beteiligt ist. Unter dem Namen DDIY erschien 2013 sein erstes Soloalbum, Soul. Electrified. (featuring Lili Sommerfeld). Zwei weitere Alben folgten als DDIY. Derzeit tritt er mit der Band Ask Gonzalo auf.
Percussionist Sascha Schmidt etablierte sich als Dokumentarfilmregisseur von Filmen wie HANOMAG - AUFSTIEG UND FALL EINER LEGENDE (NDR), ENDSTATION FREISTATT - DAS ERZIEHUNGSLAGER IM MOOR (NDR) oder KLASSENKAMPF IN KURZEN HOSEN (ZDF).
Bassist Daniel Simon ist Chief Customer Officer bei Aperto, einer der führenden Digitalagenturen Deutschlands, nachdem er mit Plantage in Berlin eine eigene Brandagentur aufgebaut hat.
Das langjährige assoziierte Bandmitglied Samon Kawamura aka DJ Sam K. ist erfolgreicher Musikproduzent in Berlin. Er produzierte neben eigenen Veröffentlichungen unter seinem Namen Alben für Till Brönner, Max Herre, Joy Denalane, Samy Deluxe oder Genetikk.
Weitere temporäre Schlagzeuger waren der ehemalige James Taylor Quartett- und Bobo-in-White-Wooden-Houses-Drummer Andrew McGuiness, der jetzige Lichtdesigner Bertil Mark und Lars Mosel. Managerin von den Anfängen bis zum Ende der Band war Katja Plasse.

## Diskografie
- 1996: Bold
- 1999: Orange